# Nyctemera kiriwina
Nyctemera kiriwina là một loài bướm đêm thuộc phân họ Arctiinae, họ Erebidae.